# Telti
Telti – miejscowość i gmina we Włoszech, w regionie Sardynia, w prowincji Sassari.
Według danych na rok 2004 gminę zamieszkiwało 1968 osób, 23,4 os./km².